# Natriumsalze
Ein Natriumsalz ist das Salz einer anorganischen oder einer organischen Säure. Es entsteht durch die Reaktion der Säure mit Natrium, Natronlauge oder Natriumsalzen schwächerer Säuren. 
| Natriumsalze einzelner Fettsäuren                   |
| Natriumoleat, das Natriumsalz der Ölsäure.          |
| Natriumpalmitat, das Natriumsalz der Palmitinsäure. |
| Natriumstearat, das Natriumsalz der Stearinsäure.   |

## Organische Natriumsalze
Man unterscheidet zwischen 

Natriumsalz einer Sulfonsäure: Natriumlaurylsulfat, ein in vielen Shampoos enthaltenes Tensid

- Natriumsalzen von Carbonsäuren (Natriumformiat, HCOONa,  ist das Natriumsalz der Ameisensäure. Natriumacetat, CH3COONa,  ist das Natriumsalz der Essigsäure etc.),
- Natriumsalzen von Sulfonsäuren,

- Natriumsalzen von Alkoholen (z. B. Natriumphenolat) und
- Natriumsalzen von Thiolen.

### Arzneistoffe
In der Galenik werden saure Arzneistoffe häufig in Natriumsalze überführt, da diese stabiler, besser löslich oder membrangängiger sind als der Arzneistoff selbst. Beispiele (Auswahl) für derartige Natriumsalze sind Bispyribac, Bithionol, Bosentan, Brequinar, Bromfenac, Cefmenoxim, Ceftiofur, Citicolin, Diclofenac, Floxacillin, Fosinopril, Naproxen, Netobimin, Ozagrel, Pantoprazol, Pemetrexed, Sitamaquin, Sitaxentan, Sulfamerazin, Sulfapyridin, Sulfaquinoxaline, Sulfathiazol, Sulfazecin, Thiamylal und Mesna.
Die meisten dieser Salze sind Natriumsalze von organischen Carbonsäuren oder Sulfonsäuren.

Cefodizim-Dinatriumsalz

Das Dinatriumsalz der Cromoglicinsäure ist ebenfalls ein Arzneistoff, ebenso das Dinatriumsalz von Cefodizim.

### Pflanzenschutzstoffe
Herbizide werden aus gleichen Gründen oft als Natriumsalze eingesetzt. Ein Beispiel dafür ist das Natrium-Salz von Flupyrsulfuron-methyl.

### Kosmetik
Natriumsalze langkettiger Sulfonsäuren (z. B. Natriumlaurylsulfat) sind oft in Zahnpasta und in Shampoo enthalten. Die Natriumsalze von Fettsäuren können als Seifen dienen und werden exakter als Natriumseifen (z. B. Kernseife) bezeichnet.

### Farbstoff-Herstellung
Natriumsalze bestimmter aromatischer Sulfonsäuren – besonders Naphthalinsulfonsäuren – werden in der Herstellung von Azofarbstoffen eingesetzt.

## Anorganische Natriumsalze
Beispiele für wichtige anorganische Natriumsalze sind Natriumfluorid, Natriumchlorid, Natriumbromid, Natriumiodid, Natriumsulfat, Natriumhydrogencarbonat und Natriumcarbonat. Natriumamid (NaNH2) ist das Natriumsalz von Ammoniak (NH3).
Manche Säuren, z. B. die Phosphorsäure, können drei verschiedene Natriumsalze bilden:
- Natriumdihydrogenphosphat (NaH2PO4, „Mononatriumphosphat“)
- Dinatriumhydrogenphosphat (Na2HPO4, „Dinatriumphosphat“)
- Natriumphosphat (Na3PO4, „Trinatriumphosphat“)

Diese sind in der Europäischen Union als Lebensmittelzusatzstoffe unter der gemeinsamen Nummer E 339 zugelassen.